# Marché des Enfants-Rouges
Marché des Enfants-Rouges je bývalá tržnice v Paříži. Nachází se ve 3. obvodu mezi ulicemi Rue Charlot, Rue de Bretagne a Rue de Beauce a Rue des Oiseaux. Od roku 1982 chráněná jako historická památka.

## Historie
Trh zde byl založen v roce 1615 a nazýval se petit marché du Marais (malý trh v Marais). Označení „Enfants-Rouges“ (tj. červených dětí) pochází až z pozdější doby a je odvozeno od nedalekého dětského špitálu, který založila Markéta Navarrská pro sirotky, kteří nosili červený stejnokroj.
Krytá tržnice byla postavena v roce 1628 a je tak nejstarší tržnicí v Paříži. Od 8. března 1982 je stavba zapsána na seznam historických památek a na konci 90. let byla zrenovována.